# 奥村博和
奥村 博和（おくむら ひろかず）は、日通トランスポートサービス株式会社 代表取締役 社長。

## 経歴
- 1984年:流通経済大学経済学部 卒業。在学中は流通経済大学サッカー部に所属。
- 1984年:日本通運株式会社 入社
- 2009年:JPエクスプレス株式会社 神奈川統括支店長
- 2010年:日本通運株式会社 本社 小口貨物事業推進本部 専任部長
- 2013年:同社 本社 小口貨物営業部 専任部長
- 2016年:日通ハートフル株式会社 代表取締役 社長[2]
- 2019年:日通トランスポートサービス株式会社 代表取締役 社長[1]